# Eugen Frosin
Eugen Frosin este un fost senator român în legislatura 1996-2000 ales în județul Brașov pe listele partidului PD. Eugen Frosin a fost validat în Parlament pe data de 28 iunie 2000 și l-a înlocuit pe senatorul Aristotel Adrian Căncescu. Eugen Frosin a fost membru în comisia pentru cercetarea abuzurilor, combaterea corupției și petiții.  